# Buckinghamia
Genre
Classification APG II (2003)
Buckinghamia est un genre de plantes à fleurs de la famille des Proteaceae. Ce sont des arbres originaires des forêts du nord du Queensland en Australie.

## Liste d'espèces
Selon NCBI (3 févr. 2011) :
- Buckinghamia celsissima
- Buckinghamia ferruginiflora